# Родина, Тамара Фёдоровна
Тама́ра Фёдоровна Родина (8 декабря 1927 — 2011) — Герой Социалистического Труда (1978), Заслуженный учитель школы РСФСР.

## Биография
Родилась в 1927 году в селе Салтове Старо-Полтавского района (ныне Волгоградской области).
В 1946 году начала обучение в Ровненском педагогическом училище. В 1950 году стала учителем начальных классов, работала в Кумакской средней школы Адамовского района и в Адамовской средней общеобразовательной школе № 1.
Тамара Федоровна Родина является первой и единственной среди учителей Оренбургской области удостоенной высокого звания Героя Социалистического Труда.

## Награды и признание
- Герой Социалистического Труда (27 июня 1978)[1]
- Орден Ленина
- Орден Трудового Красного Знамени
- Медаль «За освоение целинных земель»
- Медаль «За доблестный труд. В ознаменование 100-летия со дня рождения В. И. Ленина»
- Заслуженный учитель школы РСФСР
- «Отличник народного просвещения»
- Депутат Адамовского районного Совета народных депутатов Оренбургской области
- Секретарь партийной организации школы, член Адамовского райкома КПСС